# Krožni grad
Krožni grad je grad z dvema ali več krožnimi obzidji, tako da je notranja stena višja od zunanje. Gradovi v resnici niso bili dobesedno krožni (koncentrični). Tloris je bil praviloma kvadrat (Belvoiru in Beaumarisu), kjer je teren to dovoljeval ali nepravilen poligon (Krak in Margat), kjer je obzidje čelnega gradu sledilo obrisu hriba.
Pri krožnem gradu je en grad ugnezden znotraj drugega in tako ustvarjata notranje in zunanje krilo. Običajno so zgrajeni brez osrednjega prosto stoječega stolpa – bivalno-obrambnega gradu. Kjer grad vključuje posebno močan stolp, kot sta Krak ali Margat, ta štrli iz notranjega obzidja.

## Razvoj
Okolica utrdbe ali mesta z vrsto obrambnih zidov, kjer so zunanje stene nižje od notranjih sten je nekaj, kar je bilo že uporabljeno pri utrdbah, ki segajo tisoče let v zgodovino, pri kulturah, kot so Asirci, Perzijci, stari Egipčani in Babilonci. Starodavno mesto Tel Lahiš je mesto v današnjem Izraelu, kjer so izkopali in ugotovili več zidov okoli oboda, ki so imenitno prikazani v asirski umetnosti, ki kaže njihovo uspešno obleganje mesta. Bizantinci so pravtako zgradili slavno Konstantinopelsko obzidje, ki kaže dvojne plasti zidov v večjem delu svojega oboda in jarek. Mesto starodavni Babilon tudi kaže več plasti utrdb, ki jih lahko vidimo na slavnih Ištarinih vratih. Vendar pa je primerjava krožnih gradov z drugimi oblikami utrdb zapletena. Morda najzgodnejši zgled krožnega gradu je križarska trdnjava Belvoir blizu Galilejskega jezera, katerega zelo pravilen pravokotni tloris je opisal Nicolle kot en kastrum vgnezden znotraj drugega.
Zgodovinarji (zlasti Hugh Kennedy) so trdili, da se je krožna obramba pojavila kot odziv na napredek v tehnologiji obleganja v križarskih državah od 12. do 13. stoletja. Zunanje obzidje je zaščitilo notranje pred oblegovalnimi napravami, medtem ko je notranje obzidje in štrleči stolpi omogočalo streljanje iz samostrelov. Poleg tega so močni stolpi služili kot ploščad za tribok s katerin so streljali na oblegovalce. Obzidje je običajno imelo stolpe, strelnice in obrambni zid kot parapet s cinami in v še bolj naprednih primerih, mašikulami, vse usmerjeno v aktivni slogi obrambe. Krak des Chevaliers v Siriji je najbolje ohranjen med krožnimi križarskimi gradovi. Château Pèlerin ni bil krožni grad, vendar obrnjen proti morju ni zahteval obrambnih zidov. Vendar pa sta obe obzidji, ki gledata na kopno zgrajeni po istih obrambnih načelih kot pri drugih križarskih gradovih iz istega obdobja in celo prekašata obrambo pri Kraku.
Medtem ko je imel krožni grad dvojno obzidje in stolpe na vseh straneh, obramba ni bila potrebna enakomerno v vseh smereh. Še vedno je bila obramba osredotočena na ranljive točke. Na Krak des Chevaliers je bila ta na južni strani, kjer je teren omogočal napadalcu, da je uporabil oblegovalne naprave. Poleg tega so bila vrata in poterna značilno okrepljena s pomočjo zavitega hodnika ali spremljajočih stolpov.
Krožni gradovi so bili dragi za gradnjo, tako da so jih lahko gradili le mogočni vojaški redi, kot so bili Malteški viteški red in Templjarji ali močni kralji, ki so si lahko privoščili gradnjo in njihovo vzdrževanje. Krožna postavitev je bila tudi prilagojena zahtevam vojaških redov, saj so spominjali na samostan in domovanje velike garnizije. Taki gradovi niso bili podrejeni fevdalnim gospodom. Ti krožni gradovi so sobivali z enostavnejšimi zaprtimi gradovi in bivalnimi stolpi tudi v križarskih državah.
Krožni gradovi so se pojavili v Evropi v 13. stoletju z gradovi, ki jih je zgradil Edvard I. v Walesu in kažejo nekatere izjemne primere, zlasti grad Beaumaris, ki je »popoln krožni grad«  pa čeprav nedokončan. Kot je Beaumaris zgrajen na ravnem terenu in ne kot ostrog, oba potrebujeta obzidje s stolpi v vseh smereh, kar daje pravilen, skoraj kvadraten tloris gradu. Nekateri vplivi križarskih utrdb so verjetni, vendar je prenos tehnologije z vzhoda in več zgodnejših bizantinskih primerov,  med zgodovinarji še vedno sporen.

## Podobne strukture
V nemško govorečih državah v Svetem rimskem cesarstvu, je imelo veliko gradov dvojno obzidje z ozkim deli med njimi, imenovanimi cvinger. Ti so bili dodani na izpostavljenih mestih, kot so vrata, ki pa so le redko v celoti razvita kot pri krožnih gradovih v Walesu ali križarskih gradovih.
Načelo zunanjega in notranjega obzidja je bilo uporabljeno tudi v utrjenih mestih, kot so Teodozijevo obzidje Konstantinopla in mestno obzidje Carcassonneja.
Koncept medsebojno utrjenih obrambnih linij s krilnim ognjem se je nadaljeval tudi v kasnejših obdobjih, kot so zgodnje moderne utrdbe francoskega maršala in vojaškega inženirja Vaubana, kjer so zunanji obrambni deli zaščiteni in nadzorovani s strani drugih, njihovo zajetje pa ne uniči celovitosti notranje citadele.
Citadele iz pred in med rekonkvisto v Španiji in na Portugalskem imajo tudi utrdbe podobne krožnim gradovom, najde pa se jih tudi drugod po Evropi. Grad Almodovar Del Rio v Španiji je dober primer take trdnjave, kot tudi grad São Jorge v Lizboni na Portugalskem.

## Zgledi krožnih gradov
- Križarski grad Margat (Sirija), 1062
- Krak des Chevaliers (Sirija), 1142-1170
- Trdnjava Belvoir (Izrael), 1150
- grad Münzenberg (Hesen), 1162
- Grad Kidwelly, Wales, 13. stoletje
- Grad Caerphilly, Wales, 13. stoletje
- Grad Rhuddlan, Wales, 1277
- Grad Harlech, Wales, 1282-
- Grad Beaumaris, otok Anglesey, Wales, 1295